# Dorcadion kuldschanum
Dorcadion kuldschanum là một loài bọ cánh cứng trong họ Cerambycidae.